# Струнников Сергій Миколайович
Сергій Миколайович Струнников (нар. 25 вересня 1907, Херсон, Російська імперія — пом. 22 червня 1944, Полтава, Українська РСР) — радянський художник, майстер репортажу та фотопортрета. Автор знімка тіла Зої Космодем'янської, кадрів, які закарбували оборону Москви, життя блокадного Ленінграда, Сталінградську битву, та інших історичних фотодокументів.

## Біографія

### Довоєнний період
...Струнников рвався на передній край соціалістичного будівництва, але вдивлявся найбільше не в індустріальну панораму, а в лиця її творців.
Народився Сергій Струнников у 1907 році в Херсоні в сім'ї художника Миколи Струнникова. В 1922 році сім'я переїхала до Москви. Після закінчення школи працював розклеювачем афіш у кінотеатрі «Палац», навчався на операторському відділенні Державного кінотехнікуму, паралельно працював освітлювачем на студії «Міжрабпомфільм». Перші фотороботи з'явилися в пресі в 1928 році. В період навчання в кінотехнікумі зняв документальний короткометражний фільм «Розвідка пального» (1929), присвячений роботі геолого-розвідувальної партії, зробив кілька знімків для журналів «Пламя», «Радянський екран», «Рост».
У 1930 році після закінчення технікуму працював помічником оператора на студії «Міжрабпомфільм» у знімальній групі Всеволода Пудовкіна, який вважав, що «з товариша Струнникова повинен вийти хороший працівник кіно».
На початку 1930-х років служив у Червоній армії, співпрацював з червоноармійської газетою «На бойовому посту», отримав перший приз в одному з військових фотоконкурсів. Брав участь у конкурсі на кращий фотонарис в журналі «Радянське фото». У 1933 році на посаді фотокореспондента «Головпівморшляху» брав участь у полярній експедиції криголама «Красін» Північним морським шляхом.
Знімав репортажі на будівництвах п'ятирічки в Середній Азії і Закавказзі. Співпрацював з газетами «Водний транспорт», «Комсомольская правда», «Известия». У 1940 році в Центральному будинку журналіста відбулася персональна виставка Струнникова, приурочена до 10-річчя його фоторепортерської роботи.

### Війна і загибель
У серпні 1941 року Струнников був запрошений фотокореспондентом до газети «Правда», з жовтня став військовим фотокореспондентом.
Знімав оборону Москви, працював у німецькому тилу, на передових. Світлини публікувалися в «Правді». У 1942 році 57 робіт Струнникова були представлені на виставці «Москва військова» в Центральному будинку Червоної армії, його знімки увійшли до альбому «Москва, листопад 1941». У тому ж році фотограф був представлений до нагородження медаллю «За бойові заслуги».
Прагнув відобразити блокадний Ленінград, наприкінці 1942 року отримав відрядження в місто для роботи над виданням «Ленінград в боротьбі». Знову побував у Ленінграді на початку 1944 року.
Працював на Західному, Брянському, Ленінградському, Волховському, Північно-Західному, Першому Прибалтійському фронтах, знімав в Сталінграді, Тулі, Калініні, Смоленську, Харкові, Одесі, Криму, Севастополі та інших місцях бойових дій. Вів військові щоденники.
Розрив розметав тіло Струнникова, але його апарат встиг зафіксувати картини цього спекотного нальоту...
Загинув у званні старшого лейтенанта в ході операції «Френтік» при бомбардуванні на військовому аеродромі під Полтавою, разом з бойовими товаришами відбиваючи атаку з зенітного знаряддя і збивши німецький бомбардувальник, що впав і вибухнув поблизу. Похований у Петровському парку в Полтаві, замість обеліска льотчики союзних військ встановили на могилі лопать гвинта «Літаючої фортеці», на знак того, що журналісти загинули на бойовому посту. Пізніше прах був перенесений на площу Слави, на могилі встановлена меморіальна плита.

## Творчість і оцінки

### Теми
...Діапазон жанрів і тем був надзвичайно широким. Об'єднувало ж всі роботи одне: дуже висока творча планка. Фоторепортер і фотохудожник органічно злилися в ньому.
Світлини Струнникова характеризуються широким жанровим і тематичним діапазоном — наприкінці 1920-х — 1930-ті роки об'єктами його знімків були виробничі моменти студії «Міжрабпомфільм», роботи геологічних експедицій, ландшафти і люди Арктики, будівництва п'ятирічки в Середній Азії і Закавказзі, індустріальні пейзажі і особи учасників будівництва; ним виконані портрети льотчика Валерія Чкалова перед польотом у США, піаністів Якова Флієра і Еміля Гілельса, льотчика-випробувача Володимира Коккінакі, письменника Олексія Новикова-Прибоя.
У роки війни ним зроблені світлини сцен оборони Москви, життя блокадного Ленінграда, Сталінградської битви, знімки на різних фронтах бойових дій.

### Творча манера
Фотографія - це документ... І якщо я змушу людей позувати мені, грати заради знімка, то займусь не чим іншим, як підробкою документів.
Прагнучи до художньої виразності знімка, Струнников не вважав можливим досягати її за рахунок достовірності, ставлячись до фотографії як до документа, не вдавався до постановочних кадрів.
Працюючи у військовій Москві, Струнников намагався робити знімки непомітно, через що його часто приймали за шпигуна і доставляли в міліцію.
Струнников прагнув відобразити ситуації найвищого напруження бойових дій і напруги людських сил, знімав бомбардування, літаючи на бомбардувальнику, ряд знімків виконаних ним під вогнем на полі бою. За свідченнями сучасників, за роботою фотограф нехтував небезпекою, визначивши девізом своєї роботи «Те, що вважається важким, не можна назвати неможливим»  .
…Зйомка поглинала журналіста настільки, що він не помічав свисту куль навколо себе. Одного разу, коли він вибіг на узлісся, німці відкрили вогонь, а Сергій, вставши на коліно, продовжував клацати затвором «лійки».

### Найбільш відома робота
Навсегда сохрани фотографию Зои.

Я, наверно, вовеки её позабыть не смогу.

Это девичье тело,

               не мёртвое

                              и не живое.

Это Зоя из мрамора

                              тихо лежит на снегу.

Беспощадной петлёй перерезана тонкая шея.

Незнакомая власть в запрокинутом лике твоём.

Так любимого ждут,

                              сокровенной красой хорошея,

изнутри озаряясь таинственным женским огнём…
Найвідомішою роботою Струнникова вважається виконана ним 26 січня 1942 року в підмосковному селі Петрищево фотографія тіла страченої окупантами Зої Космодем'янської. Знімок, що увійшов до історії німецько-радянської війни і який став класикою військового фоторепортажу" знімок вперше був опублікований в «Правді» 27 січня 1942 року як ілюстрація до нарису Петра Лідова «Таня». Згодом він багаторазово передруковувався, набув значення символу, здійснивши вплив на пізніші твори мистецтва різних жанрів, присвячені образу вбитої дівчини, в числі яких — плакат Віктора Дені «Убий фашиста-нелюда!» (1942), картина Кукриніксів (2-га редакція, 1942), надгробний пам'ятник скульптора Олега Комова на могилі Космодем'янської на Новодівичому кладовищі (1986). Поетичний опис фотографії Струнникова завершує третю главу поеми Маргарити Алігер «Зоя» (1942).
Загибла була знята Струнниковим великим планом. Вона лежала на снігу із закинутою головою, уривком мотузки на шиї і оголеними грудьми. Відзначаючи високі художні достоїнства роботи Струнникова, дослідники розглядають знімок в контексті подолання табу і вказують на амбівалентність створеного фотографом образу.
Називаючи фотографію «бомбою, яка одним махом підірвала усі табу», кінознавець Анрі Вартанов вказує, що «поява цього знімка на сторінках центрального партійного органу значною мірою розсувало рамки дозволеного».
Джонатан Брукс Платт відзначав:
 Вражаюча краса вбитої дівчини, а також тривожний еротизм її болісного образу зробили це зображення одним з найбільш пам'ятних за всю історію війни. Як витлумачити його? Перш за все звертає на себе увагу еротичний зміст — особливо якщо врахувати горезвісне «пуританство» сталінської культури, — але воно виразно виступає в амбівалентній ролі. Прекрасна юна дівчина по-звірячому вбита, її тіло жахливо беззахисне як перед звірячим насильством, так і перед зимовим морозом. У той же час, оголені груди і закинута голова викликають інші асоціації — з всепоглинаючою пристрастю.

## Спадщина і пам'ять
Архів Сергія Струнникова налічує понад 30 тисяч знімків. Роботи фотографа знаходяться в Центральному архіві суспільно-політичної історії Москви, Федеральному архівному агентстві, Державному літературному музеї.
У 2005 році зроблені фотографом знімки блокадного Ленінграда і щоденникові записи опубліковані у двомовному виданні «Репортаж з блокадного Ленінграда / Report from Blockade Leningrad: фотографії військового кореспондента Сергія Струнникова».
У 2011 році фотоспадщина художника була представлено на посмертній персональній виставці «Військові фотографії Сергія Струнникова» в Державному літературному музеї.
У 2020 році, до 76-ї річниці зняття блокади Ленінграда, блокадні фотороботи Струнникова опубліковані Головархівом у бібліотеці Московської електронної школи.
Ім'я Сергія Струнникова викарбуване на меморіальній дошці в редакції «Правди» в числі загиблих в роки війни журналістів газети.

## Виставки
- 1940 — «Фото С. Струнникова. 1930—1940» (Центральний будинок журналіста, Москва)
- 1942, весна — «Москва військова» (Центральний будинок Червоної армії, Москва) (57 робіт)[7]
- 2011, 22 червня — 26 серпня — «Військові фотографії Сергія Струнникова» (Державний літературний музей, Москва)[21]